# Atractium stilbaster
Atractium stilbaster är en svampart som beskrevs av Link 1809. Atractium stilbaster ingår i släktet Atractium, divisionen sporsäcksvampar och riket svampar.   Inga underarter finns listade i Catalogue of Life.